# الدوري الفلسطيني الممتاز لقطاع غزة لكرة السلة 2022–23
الدوري الفلسطيني الممتاز لقطاع غزة لكرة السلة 2022–23 أو دوري قطاع غزة الممتاز لكرة السلة 2022–23 هو موسم من مواسم الدوري الفلسطيني الممتاز لقطاع غزة لكرة السلة وتوج في هذا هو نادي خدمات البريج بعد أن فاز في أخر جولة على نادي شباب البريج في المباراة (82–60).

## الفرق المشاركة
- نادي خدمات البريج
- نادي خدمات رفح
- نادي شباب البريج
- جمعية الشبان المسيحية
- نادي خدمات دير البلح

## أنظر إلى
- الدوري الفلسطيني الممتاز لقطاع غزة 2022–23